# Калачёв, Михаил Павлович
Михаил Павлович Калачёв (1921 год, город Грязи — 2000 год) — главный агроном совхоза «Пресногорьковский» Ленинского района Кустанайской области, Казахская ССР. Герой Социалистического Труда (1971).

## Биография
Родился в 1921 году в городе Грязи. В 1939 году поступил на учёбу в сельскохозяйственный институт, который не окончил из-за начала Великой Отечественной войны. В 1941 году был призван на фронт. Закончил войну в Восточной Пруссии.
В 1953 году по комсомольской путёвке отправился на освоение целины в Казахстан, где трудился старшим агрономом в совхозе «Пресногорьковский» Ленинского района.
Указом Президиума Верховного Совета СССР «О присвоении звания Героя социалистического Труда передовикам сельского хозяйства Казахской ССР» от 8 апреля 1971 года за выдающиеся успехи, достигнутые в развитии сельскохозяйственного производства и выполнении пятилетнего плана продажи государству продуктов земледелия и животноводства удостоен звания Героя Социалистического Труда с вручением ордена Ленина и золотой медали «Серп и Молот».
Скончался в 2000 году.

## Награды
- Орден Ленина — дважды
- Орден Красной Звезды
- Орден Трудового Красного Знамени